# Los Bravos
Los Bravos est un groupe rock espagnol, originaire de Madrid. Formé en 1965, le groupe est connu pour le célèbre titre Black is Black. Ils eurent aussi dans leurs rangs le chanteur harmoniciste britannique Anthony « Tony » Anderson, ex-Warriors et frère de Jon Anderson qui forma en 1968 le groupe Yes.

## Biographie
Le premier single de Los Bravos, Black is Black, est un véritable succès puisqu'il a atteint la seconde place des charts au Royaume-Uni en juillet 1966 et la quatrième aux États-Unis en octobre 1966, : c'est le premier groupe espagnol qui obtient de telles positions. Le single se vendra a un million d'exemplaires à travers le monde. Johnny Hallyday enregistre une reprise francophone intitulée Noir c'est noir. En 1975 c'est 5000 Volts qui en reprendront la musique dans I'm on fire.
Le groupe était une fusion de deux groupes pop, Los Sonor de Madrid et The Runaways de Majorque. Le chanteur de Los Bravos, Mike Kogel, vient d'Allemagne. Son style vocal était parfois comparé à celui de Gene Pitney. "Black is Black" a atteint le n ° 1 au Canada, le n ° 2 du UK Singles Chart en juillet 1966, le n ° 4 du Billboard Hot 100 américain et s'est vendu à plus d'un million d'exemplaires dans le monde. 
"Black is Black" a été écrit par Michelle Grainger, Tony Hayes et Steve Wadey dans leur studio d'enregistrement pour couper des disques de démonstration à Hoo St Werburgh, près de Rochester, Kent, Angleterre. La chanson a ensuite été reprise par Johnny Hallyday en 1966, Noir c'est noir, puis par le groupe français Belle Epoque, dont la version disco a par coïncidence également atteint la deuxième place au Royaume-Uni en 1977.
Le single suivant de Los Bravos, " I Don't Care ", a atteint la 16e place au Royaume-Uni en octobre 1966. En 1967, le groupe a participé au Festival de musique de San Remo, échouant à se qualifier pour la finale avec la chanson "Uno come noi" en italien. Le groupe a fait l'objet de deux films comiques espagnols : en 1967 las chicas (Les garçons avec les filles), réalisé par Javier Aguirre et en 1968, ¡Dame un poco de amooor...! (Donnez-moi un peu d'amour!), réalisé par José María Forqué et Francisco Macián. Leur chanson "Going Nowhere" de la bande originale de Los chicos con las chicas a été rééditée dans le cadre de la série Rhino Records, Nuggets II: Original Artyfacts from the British Empire and Beyond, 1964–1969. La chanson avait atteint la 55e place au Canada.
Leur chanson de 1968 "Bring A Little Lovin'" atteint la 22e place au Canada, le 13 juillet 1968.
L'un des membres fondateurs de Los Bravos, Manuel Fernández, s'est suicidé le 20 mai 1968, à l'âge de 23 ans, après la mort de son épouse, Lottie Rey, dans un accident de voiture. Cette année-là également, Kogel quitte le groupe pour développer une carrière solo sous le nom de Mike Kennedy. Il a été remplacé comme chanteur par Bob Wright puis Anthony (Tony) Anderson. Anderson a chanté avec The Warriors, avec son frère Jon Anderson (qui a plus tard fondé le groupe Yes), avant de rejoindre Los Bravos.
En 1975 et 1976, Kogel rejoint le groupe.

## Membres
- Mike Kogel Kennedy - chant (né Michael Volker Kogel le 25 avril 1944 à Berlin)
- Anthony "Tony" Anderson - chant, harmonica
- Antonio Martinez -  guitare (décédé le 19 juin 1990, d'un accident de moto alors qu'il se rendait au studio d'enregistrement)
- Miguel Vicens Danus - basse
- Manuel "Manolo" Fernandez - piano, orgue (décédé le 20 mai 1968, d'un suicide à la suite de la mort de son épouse alors enceinte)
- Jesús Glück Sarasibar - piano, orgue - Remplace l'organiste-pianiste précédent.
- Pablo Gomez - batterie

## Discographie
| Année | Titre                 | Meilleure position | Meilleure position | Meilleure position |
| Année | Titre                 | US                 | R-U                | AUS                |
| ----- | --------------------- | ------------------ | ------------------ | ------------------ |
| 1966  | Black Is Black        | 4                  | 2                  | 3                  |
| 1966  | I Don't Care          | -                  | 16                 | 51                 |
| 1966  | Going Nowhere         | 91                 | -                  | 99                 |
| 1968  | Bring a Little Lovin' | 51                 | -                  | 48                 |

## Filmographie
- Los locos Bravos (Joaquín Parejo Díaz, 1966, court-métrage)
- Los Chicos con las chicas (Javier Aguirre, 1967)
- ¡Dame un poco de amooor...! (José María Forqué et Francisco Macián, 1968)
- Los Bravos cantan
- El Irreal Madrid (Valerio Lazarov, TVE - 1969)
- Amor y simpatía (Luis Enrique Torán, 1969, court-métrage)

## Liens Externes
- Notices d'autorité :   - VIAF
  - ISNI
  - BnF (données)
  - GND
  - Espagne
- Notice dans un dictionnaire ou une encyclopédie généraliste :   - Britannica
- Ressources relatives à la musique :   - AllMusic
  - Billboard
  - Discografia Nazionale della Canzone Italiana
  - Discogs
  - Lafonoteca
  - MusicBrainz
  - Muziekweb
  - Rate Your Music
- Ressource relative à l'audiovisuel :   - IMDb